# Albatros L.100
L'Albatros L.100 est un avion de tourisme allemand de l'entre-deux-guerres.
Conçu pour participer au Challenge international de Tourisme (en) de 1930, ce monoplan à train classique fixe et cabine fermée pour deux ou trois occupants avait une aile basse de grand allongement contreventée par des mâts disposés en V inversés s'appuyant à la partie supérieure du fuselage. 
L'unique L.100 [D-1906] reçut le numéro de course ‘D2’ et prit le départ du Challenge piloté par von Ötzen. Son passager, Dietrich von Redern, fut heurté par l’hélice au départ de la troisième étape, à Londres, le 22 juillet, et tué sur le coup. 